# Vinberg sogn
Vinberg sogn i Halland var en del af Faurås herred. Vinberg distrikt dækker det samme område og er en del af Falkenbergs kommun. Sognets areal var 35,50 kvadratkilometer, heraf land 34,93. I 2020 havde distriktet 4.485 indbyggere. Landsbyerne Vinberg og Vinbergs kyrkby såvel som en del av byen Falkenberg (bydelen Tröingeberg) ligger i sognet.
Navnet (1330-1334 Windbyerghe) består af to dele, vind och bjerg. Der er et naturreservat i sognet: Vinbergs naturreservat .